# László Hammerl
Pour les articles homonymes, voir Hamerl.
Dans le nom hongrois Hammerl László, le nom de famille précède le prénom, mais cet article utilise l’ordre habituel en français László Hammerl, où le prénom précède le nom.
László Hammerl, né le 15 février 1942 à Budapest et mort dans la même ville le 3 mai 2024,, est un tireur sportif hongrois, champion olympique à Tokyo en 1964 et champion du monde à Phoenix en 1970.
Il est marié à la tireuse sportive Éva Fórián.

## Palmarès

### Jeux olympiques
- Jeux olympiques d'été de 1964 à Tokyo
  -  Médaille d'or en rifle à 50 m position couchée
  -  Médaille de bronze en rifle à 50 m trois positions
- Jeux olympiques d'été de 1968 à Mexico
  -  Médaille d'argent en rifle à 50 m position couchée

### Championnats du monde de tir
- Championnats du monde de tir de 1974 à Thoune
  -  Médaille de bronze de tir par équipe
- Championnats du monde de tir de 1970 à Phoenix
  -  Médaille d'or en rifle à 50 m position couchée

### Championnats d'Europe de tir
- Championnats d'Europe de tir de 1986 à Bucarest
  -  Médaille de bronze de tir par équipe